# Miltochrista fukiensis
Miltochrista fukiensis är en fjärilsart som beskrevs av Daniel 1955. Miltochrista fukiensis ingår i släktet Miltochrista och familjen björnspinnare. Inga underarter finns listade i Catalogue of Life.